# Guillermo Blanco Martínez
Guillermo Blanco Martínez (Talca, Chile, 15 de agosto de 1926 -- Santiago, Chile, 25 de Agosto de 2010   ) foi um jornalista, escritor e professor universitário chileno, vencedor do Prêmio Nacional de Jornalismo do Chile, em 1999.
É autor de diversas histórias, ensaios e artigos. Sua novela mais conhecida é "Graça e forasteiro". Outras obras em língua espanhola são: "Camisa limpia"; "Misa de Réquiem", Cuero de diablo; "Adios a Ruibarbo"; "Sólo un hombre y el mar"  e mais recente "Luto en primavera".
Também escreveu obras de humor como "Ahí va Esa" e grandes ensaios como "Unamuno, El león sin sus gafas". Ganhou os prêmios "Premio Alerce", "Oscar Castro", "Grandes figuras de la minería", "Concurso Chile-Perú" e "Latinoamericano de México".